# Kerékpározás az 1904. évi nyári olimpiai játékokon
Az 1904. évi nyári olimpiai játékokon a kerékpározás versenyek hét számból álltak. Valamennyi érmet amerikai sportoló nyerte meg.

## Éremtáblázat
| Az 1912. évi nyári olimpiai játékok éremtáblázata kerékpározásban | Az 1912. évi nyári olimpiai játékok éremtáblázata kerékpározásban | Az 1912. évi nyári olimpiai játékok éremtáblázata kerékpározásban | Az 1912. évi nyári olimpiai játékok éremtáblázata kerékpározásban | Az 1912. évi nyári olimpiai játékok éremtáblázata kerékpározásban | Olimpia  |
| ----------------------------------------------------------------- | ----------------------------------------------------------------- | ----------------------------------------------------------------- | ----------------------------------------------------------------- | ----------------------------------------------------------------- | -------- |
|                                                                   | Ország                                                            | Arany                                                             | Ezüst                                                             | Bronz                                                             | Összesen |
| 1.                                                                | Egyesült Államok (USA)                                            | 7                                                                 | 7                                                                 | 7                                                                 | 21       |
|                                                                   |                                                                   |                                                                   |                                                                   |                                                                   |          |
| Összesen                                                          | Összesen                                                          | 7                                                                 | 7                                                                 | 7                                                                 | 21       |

## Érmesek
| Az 1904. évi nyári olimpiai játékok érmesei férfi kerékpározásban |                                         |                                            |                                            |
| Versenyszám                                                       | Arany                                   | Ezüst                                      | Bronz                                      |
| 1⁄4 mérföld                                                       | Marcus Hurley · Egyesült Államok (USA)  | Burton Downing · Egyesült Államok (USA)    | Teddy Billington · Egyesült Államok (USA)  |
| 1⁄3 mérföld                                                       | Marcus Hurley · Egyesült Államok (USA)  | Burton Downing · Egyesült Államok (USA)    | Teddy Billington · Egyesült Államok (USA)  |
| 1⁄2 mérföld                                                       | Marcus Hurley · Egyesült Államok (USA)  | Teddy Billington · Egyesült Államok (USA)  | Burton Downing · Egyesült Államok (USA)    |
| 1 mérföld                                                         | Marcus Hurley · Egyesült Államok (USA)  | Burton Downing · Egyesült Államok (USA)    | Teddy Billington · Egyesült Államok (USA)  |
| 2 mérföld                                                         | Burton Downing · Egyesült Államok (USA) | Oscar Goerke · Egyesült Államok (USA)      | Marcus Hurley · Egyesült Államok (USA)     |
| 5 mérföld                                                         | Charles Schlee · Egyesült Államok (USA) | George E. Wiley · Egyesült Államok (USA)   | Arthur F. Andrews · Egyesült Államok (USA) |
| 25 mérföld                                                        | Burton Downing · Egyesült Államok (USA) | Arthur F. Andrews · Egyesült Államok (USA) | George E. Wiley · Egyesült Államok (USA)   |